# 거스 그리섬
버질 이반 거스 그리섬(영어: Virgil Ivan "Gus" Grissom, 1926년 4월 3일 - 1967년 1월 27일)은 미국의 우주비행사 및 미 공군 조종사로 미국 항공 우주국(NASA)의 머큐리 계획 우주 비행사였다. 그리섬은 미국인 두 번째로 우주 비행한 사람이다. 1967년 에드워드 화이트와 로저 캐피와 함께 아폴로 1호 모듈에서 실험 중 화재로 사망했다.

## 생애
그리섬은 1926년 4월 3일 미국 인디애나주 미첼에서 데니스 데이비드 그리솜과 세실 킹 그리솜의 둘째 아이로 태어났다. 1950년 미국 퍼듀대학교에서 기계공학 학위를 취득 했고 한국 전쟁에 공군으로 참여하였다.

### 머큐리 계획
1961년 7월 21일 머큐리 계획의 두번째 우주비행사로 리버티벨 7호를 타고 15분 37초간의 준궤도 비행을 했다. 그러나 착륙하는 과정에서 원인을 알 수 없는 이유로 바다에 착륙후 해치가 폭발하면서 리버티벨 7호에 물이 들어오게 된다. 그는 간신히 구조되었지만, 결국 리버티벨 7호는 바닷속으로 가라앉아 버렸다. 이 때문에 그는 사고의 원인인 해치가 우연히 폭발한다고 주장했고, 이 때문에 아폴로 1호에 폭발식 해치가 들어가지 않았다. 하지만 이는 후에 그리솜을 죽게 만드는 원인이 된다.

### 제미니 계획
1965년 3월 23일 존 영과 함께 제미니 계획의 제미니 3호에 탑승하여 4시간 52분 31초간 비행하면서 우주선의 운용시스템들을 시험하고 우주선의 기동성이 랑데부와 도킹 작업에 적절한지 판단하는 임무를 수행했다.
그리솜은 제미니 3호를 "몰리 브라운"이라고 불렀는데, 이 이름은 당시 뉴욕 브로드웨이의 인기 있는 뮤지컬인 <침몰하지 않는 몰리 브라운>(영어: The Unsinkable Molly Brown)에서 따온 것이다.

### 아폴로 계획과 죽음
1967년 1월 27일에, 그리솜은 에드워드 화이트와 로저 채피와 함께 AS-204 모듈(아폴로 1호 시험 모듈)에서 이륙전에 시작하는 모의 카운트다운 테스트에 참여하게 되었다. 이 실험은 모듈에 들어가서 실전처럼 진행하였는데, 내부 공기가 순수 산소였다. 이로 인해 실험 도중에 화재가 일어났고, 그리솜의 요청으로 폭발 볼트가 설치 되지 않았던 탓에, 해치를 여는 시간이 오래 걸려, 화재가 나고서 5분 30초가 지난 뒤에야 해치가 열렸지만, 이미 그리솜을 포함한 3명의 우주 비행사가 질식사로 모두 사망한 뒤였다.
그리솜은 미국 알링턴 국립묘지에 로저 캐피와 나란히 안장되었다. 그후 2002년에 미국 명예의 우주비행사 전당에 들어갔다. 그리고 그의 친척인 버지르 스파르라트가 피오라 7호 임무 도중 화재로 사망하여 그리섬 다음으로 명예의 전당에 들어갔다.

## 같이 보기
- 머큐리 계획
- 제미니 계획
- 아폴로 1호
- 아폴로 계획
- 리버티벨 7호
- 제미니 3호